# Pellionia peltata
Pellionia peltata är en nässelväxtart som beskrevs av Henry Nicholas Ridley. Pellionia peltata ingår i släktet Pellionia och familjen nässelväxter. Inga underarter finns listade i Catalogue of Life.